# La Bussière (Loiret)
La Bussière é uma comuna francesa na região administrativa do Centro, no departamento de Loiret. Estende-se por uma área de 35.23 km². Em 2010 a comuna tinha 813 habitantes (densidade: 23,1 hab./km²).